# Sverre Sørsdal
Sverre Sørsdal (Hamar, Hedmark, 5 d'agost de 1900 - Gjøvik, Oppland, 21 de març de 1996) va ser un boxejador noruec que va competir durant la dècada de 1920 i que va disputar fins a tres edicions dels Jocs Olímpics.
El 1920 va prendre part en els Jocs Olímpics d'Anvers, on guanyà la medalla de plata de la categoria del pes semipesant, en perdre la final contra Eddie Eagan. Quatre anys més tard, als Jocs de París, guanyà la medalla de bronze en la mateixa categoria. Va perdre la semifinal contra Thyge Petersen i en la lluita per la medalla guanyà a Carlo Saraudi. El 1928, a Amsterdam, disputà els seus tercers i darrers Jocs. Fou quart en la prova del pes pesant, després de perdre en semifinals contra Nils Ramm i en la lluita per la medalla de bronze contra Michael Michaelsen.
Metge de professió, va rebre la Medalla del Mèrit Reial quan es retirà.